# 溝橋秀吉
溝橋 秀吉（みぞはし ひでよし、1957年5月28日 - ）は、兵庫県出身の元騎手。

## 来歴
1979年3月に栗東・内藤繁春厩舎からデビューし、同3日の阪神第5競走障害5歳以上400万下・スピードバンダで初騎乗初勝利を達成。同日は栗田伸一も達成しており、1976年の津曲幸夫、1977年の大塚栄三郎、1978年の高市圭二・田原成貴に続いて3年連続での達成となり、1日2人は2年連続となった。
3年目の1981年には京都大障害（秋）でロックペトロスに騎乗し、小島貞博のキングスポイントをアタマ差制して自身唯一の重賞勝利を挙げた。
1986年には9月27日の阪神で自身初の1日2勝を挙げ、自身初の2桁となる11勝をマークし、1989年まで4年連続2桁勝利を記録。
1987年には9月19日・20日の阪神で初の2日連続勝利を挙げ、自己最多の13勝をマーク。
1988年には10月30日の京都第4競走4歳以上400万下でデビュー戦のダイユウサクに騎乗したが 、勝ち馬に13秒遅れたタイムオーバーで入線 。その後もダイユウサクには2戦騎乗したが、最高は初めて逃げた3戦目の5着であった。
1989年には3月26日の中京第11競走中京スポーツ杯で浜田光正厩舎のミントダッシュに騎乗し、障害転向前のシンボリクリエンスの2着、6月26日の中京第10競走御嶽特別では同厩・同馬主のミントスターに騎乗し、弟弟子の熊沢重文が騎乗するダイユウサクの2着となった。
1993年には11月28日の中京第3競走3歳新馬で単勝1.2倍の1番人気に支持されたエイシンワシントンに騎乗し、3馬身差の逃げ切り勝ちを収め、勝ち時計は1分9秒3のレコードタイムとデビュー戦から持ち前のスピードを発揮させた。溝橋がエイシンワシントンに騎乗したのは新馬戦だけで、後は引退まで熊沢が騎乗した。
1993年は根岸ステークスで16頭中14番人気のエイシンオレゴンに騎乗して3着に入り、4年ぶりで最後の2桁となる13勝をマーク。
1995年6月24日の中京第1競走4歳未勝利・ツキノキャメルが最後の勝利となり、同馬に騎乗した1996年3月16日の阪神第12競走4歳以上500万下（8頭中6着）を最後に引退。

## 騎手成績
| 通算成績 | 1着 | 2着 | 3着 | 4着以下 | 出走回数 | 勝率 | 連対率 |
| -------- | --- | --- | --- | ------- | -------- | ---- | ------ |
| 平地     | 107 | 93  | 101 | 1135    | 1436     | .075 | .139   |
| 障害     | 11  | 4   | 4   | 41      | 60       | .183 | .250   |
| 計       | 118 | 97  | 105 | 1176    | 1496     | .079 | .144   |

主な騎乗馬
- ロックペトロス（1981年京都大障害 (秋)）